# Lars Ekström
Lars Thomas Bengt Ekström, född den 21 februari 1952 i byn Yg i Färila församling i Hälsingland, är en svensk kontrabasist, sångare och kompositör.

## Biografi
Lars Ekström är uppvuxen i Mora, där han spelade i lokala pop-, blues- och dansorkestrar, till exempel King Mayall, Ciljans och Boströmarna. Han studerade kontrabas vid Musikhögskolan Ingesund i Arvika 1978–1982. Därefter arbetade han som lärare vid Musikkonservatoriet Falun 1984–2020, och startade där konservatoriets  jazzlinje, som han även ansvarade för.
Ekström har gett ut tre soloalbumsom kontrabasist, sångare, och kompositör. Han har även medverkat som kontrabasist och sångare i TV-serien Jag minns mitt 40-tal tillsammans med Berndt Egerbladh.
Ekström har varit medlem i olika jazzgrupper, bland annat Irene Sjögrens kvartett, Dialog, Evergreen Trio, Woodwind, Jazz Drive, Trio Ad lib och Lars Ekström LineUp, samt turnerat för Rikskonserter. Han har även spelat med artister som Nisse Sandström, Putte Wickman, Gustavo Bergalli, Tim Hagans, Johan Setterlind, Leo Lindberg, Gösta Rundqvist,  Kurt Järnberg, Svante Thuresson, Kjell Öhman, Claes Janson, Krister Andersson, Nils Lindberg, Anders Paulsson, Charlie Norman och Hacke Björksten.

## Diskografi

### Under eget namn
- 1997 – So Far So Good, med Arne Tengstrand, Totti Allard, Sören Johansson, Urban Agnas, Tomas Agnas, Per Westblom och en stråkkvintett med elever från Musikkonservatoriet Falun, LC 2977, Four Leaf Records CD 154
- 2000 – Fair Weather med Esbjörn Svensson och Petur ”Island” Östlund.  GAFCD-1033, Gazell Records.
- 2000 – Till Mor, med egna folkmusiklåtar  Jon Holmén och Adrian Jones
- 2010 – Jazzspelmän i Falubygd, en hyllning till lokala jazzmusiker. 2152   Uno Pettersson, Rolf Edström, Lennart "Jonken" Jonsson, Björn Askerlund, Reidar Knudsen, Jan-Olov Lindholm.
- 2013 – New LineUp med Jan Allan som gästsolist och elever från konservatoriets jazzutbildning.
- 2018 – LineUp for Christmas, julmusik med jazzbetoning. CD  Mikael "Micke" Svedlund, Totti Allard, Thomas Caudery, Thomas Alm, Tomas Hellquist.  Elm Tree Records

### Som medverkande musiker
- 1986 – Mix à la Rydgren, Koster KLPS 149  med Sören Rydgren, Hans-Erik Grandin, Erica Rydgren.
- 1991 – Fyra dragspelskungar från Hälsingland, Koster CD 6040  med Sone Banger, Erik Frank, Sören Rydgren, Sölve Strand.
- 2002 – Gazell Records hyllar Jazzens museum Strömsholm, Gazell: MUSGA-001
- 2002 – Jazz chez Ardy, Ardy's choice of Gazell's jazz collection, Gazell: GAFCD-1053
- 2007 – Flute Fascination med Urban Hansson med Jonas Kullhammar, Pierre Swärd, Andreas Öberg, Jerker Halldén, Jonny Johansson, Mats Öberg, Uffe Flink, Staffan Hallgren.

### Övriga utgivningar
- Jazz & Folklåtar, kompositioner och arrangemang, utgivna på notförlaget Camp Music Corp AB i Stockholm. (sid. 41)